# AFC President's Cup 2007
De AFC President's Cup 2007 was de derde editie van de AFC President's Cup, een jaarlijks internationaal voetbaltoernooi georganiseerd door de Asian Football Confederation.
Het toernooi van 2007 in Lahore, Pakistan zou oorspronkelijk plaatsvinden van 17 mei tot 27 mei maar door de problemen met de visa van de teams en van de scheidsrechters werd het toernooi uitgesteld door de AFC. Uiteindelijk vond het toernooi van 20 tot en met 30 september 2007 plaats.

## Deelname
Deelname aan het toernooi is voor clubs uit landen die vanwege hun positie in de ranking van AFC niet in aanmerking komen om in de AFC Champions League of de AFC Cup te spelen, maar wel is een vereiste dat die landen een acceptabele competitie hebben.
De acht teams die deelnamen werden in twee groepen van vier teams verdeeld. In de groepsfase speelde elk team eenmaal tegen andere groepsleden. De winnaar en de nummer twee plaatsen zich voor de knock-outfase, er was geen wedstrijd om de derde en vierde plaats.

## Groepsfase

### Groep A
| Team                        | Pnt | Pld | W | D | L | GF | GA | GD  |
| --------------------------- | --- | --- | - | - | - | -- | -- | --- |
| Regar-TadAZ Tursunzoda      | 9   | 3   | 3 | 0 | 0 | 16 | 1  | +15 |
| Ratnam SC Colombo           | 4   | 3   | 1 | 1 | 1 | 9  | 5  | +4  |
| Transport United Thimphu    | 3   | 3   | 1 | 0 | 2 | 4  | 21 | -17 |
| Pakistan Army FC Rawalpindi | 1   | 3   | 0 | 1 | 2 | 6  | 8  | -2  |

| 20 september 2007           |        |                             |                        |       |
| Pakistan Army FC Rawalpindi | 3 - 3  | Ratnam SC Colombo           | Punjab Stadium, Lahore | 20:15 |
| Transport United Thimphu    | 0 - 13 | Regar-TadAZ Tursunzoda      | Punjab Stadium, Lahore | 23:00 |
| 22 september 2007           |        |                             |                        |       |
| Regar-TadAZ Tursunzoda      | 2 - 1  | Pakistan Army FC Rawalpindi | Punjab Stadium, Lahore | 19:30 |
| Ratnam SC Colombo           | 6 - 1  | Transport United Thimphu    | Punjab Stadium, Lahore | 22:15 |
| 25 september 2007           |        |                             |                        |       |
| Transport United Thimphu    | 3 - 2  | Pakistan Army FC Rawalpindi | Punjab Stadium, Lahore | 12:00 |
| Regar-TadAZ Tursunzoda      | 1 - 0  | Ratnam SC Colombo           | WAPDA Stadium, Lahore  | 12:00 |

### Groep B
| Team                  | Pts | Pld | W | D | L | GF | GA | GD  |
| --------------------- | --- | --- | - | - | - | -- | -- | --- |
| Dordoi-Dynamo Naryn   | 9   | 3   | 3 | 0 | 0 | 12 | 0  | +12 |
| Mahendra PC Kathmandu | 4   | 3   | 1 | 1 | 1 | 6  | 7  | -1  |
| Khemara Phnom-Penh    | 3   | 3   | 1 | 0 | 2 | 5  | 10 | -5  |
| Tatung FC Taipei      | 1   | 3   | 0 | 1 | 2 | 0  | 6  | -6  |

| 21 september 2007     |       |                       |                        |       |
| Khemara Phnom-Penh    | 0 - 4 | Dordoi-Dynamo Naryn   | Punjab Stadium, Lahore | 19:30 |
| Mahendra PC Kathmandu | 0 - 0 | Tatung FC Taipei      | Punjab Stadium, Lahore | 22:15 |
| 23 september 2007     |       |                       |                        |       |
| Tatung FC Taipei      | 0 - 1 | Khemara Phnom-Penh    | Punjab Stadium, Lahore | 19:30 |
| Dordoi-Dynamo Naryn   | 3 - 0 | Mahendra PC Kathmandu | Punjab Stadium, Lahore | 22:15 |
| 25 september 2007     |       |                       |                        |       |
| Mahendra PC Kathmandu | 6 - 4 | Khemara Phnom-Penh    | Punjab Stadium, Lahore | 15:30 |
| Tatung FC Taipei      | 0 - 5 | Dordoi-Dynamo Naryn   | WAPDA Stadium, Lahore  | 15:30 |

## Halve finale
| 27 september 2007      |                |                       |                        |       |
| Regar-TadAZ Tursunzoda | 1 – 2          | Mahendra PC Kathmandu | Punjab Stadium, Lahore | 19:30 |
| 28 september 2007      |                |                       |                        |       |
| Dordoi-Dynamo Naryn    | 1 – 1 ns (4-3) | Ratnam SC Colombo     | Punjab Stadium, Lahore | 19:30 |

## Finale
| 30 september 2007     |       |                     |                        |       |
| Mahendra PC Kathmandu | 1 – 2 | Dordoi-Dynamo Naryn | Punjab Stadium, Lahore | 20:30 |

### Kampioen
| winnaar AFC President's Cup 2007 Dordoi-Dynamo Naryn tweede titel |